# Alcor
För stjärnan, se Alcor.
Alcor Life Extension Foundation är ett amerikanskt företag, beläget i Arizona, som ägnar sig åt kryonik, det vill säga fryser ner döda människor i hopp att kunna återuppliva dem i framtiden, då tekniken påstås kunna möjliggöra det. Företaget grundades 1972 i Kalifornien men flyttade till Arizona 1994.